# Вероника нитевидная
Веро́ника нитеви́дная (лат. Veronica filiformis) — однолетнее или многолетнее травянистое растение, вид рода Вероника (Veronica) семейства Подорожниковые (Plantaginaceae).

## Распространение и экология
Азия: Турция (восточная часть, Понтийские горы), северо-западная часть Ирана; Кавказ: отсутствует во многих районах Восточного Кавказа и в Нахичеванской Республике, на большей части территории Армении. Занесено в Крым (южный берег), в многие страны Западной Европы (Великобритания, Франция, Бельгия, Нидерланды, Швейцария, Дания, Чехословакия, Австрия, Польша, Швеция, Финляндия, Германия, Румыния) и в Северную Америку.
Произрастает в тенистых горных лесах, преимущественно буковых, и на лугах, по верхней границе леса, на высоте до 3000 м над уровнем моря, изредка встречается на равнине; иногда как сорное, часто встречается в массе.

## Ботаническое описание
Стебли высотой 10—30 см, слабые, тонкие, приподнимающиеся, ветвистые, с многочисленными, тонкими, удлиненными, укореняющимися ветвями.
Верхние листья очерёдные, нижние супротивные, яйцевидные или округлые, длиной и шириной 5—10 (до 15) мм, на коротких черешках, по краю неглубоко крупногородчатые, на верхушке тупые, к основанию почти сердцевидные или округлые, рассеянно волосистые, со скудными плоскими волосками или голые. Прицветные — уменьшенные, сходные со стеблевыми.
Цветки по одному на тонких цветоножках, в 2—4 раза длиннее листьев, при плодах поникающих или слабо изогнутых, в пазухах обыкновенных или слабо уменьшенных листьев. Доли чашечки эллиптические или ланцетные, длиной 2,5—4 мм, на верхушке коротко-островатые, слабо расходящиеся, рассеянно железистые; венчик голубой или беловатый, превышает чашечку, диаметром 8—13 мм; три лопасти венчика почковидные или округлые, почти равные, нижняя лопасть обратнояйцевидная, трубка венчика очень короткая.
Коробочка шириной около 5 мм, длиной 4 мм, выпуклая, округло-сердцевидная, двулопастная, с округлыми, соединёнными под острым или прямым углом, слабо расходящимися, высоко сросшимися лопастями, рассеянно железистая, тонкосетчатая. Семена по 8—10 в гнезде, эллиптические до продолговатых, плоские, длиной около 1 мм, слабо бугорчато-морщинистые или гладкие.

## Таксономия
Вид Вероника нитевидная входит в род Вероника (Veronica) семейства Подорожниковые (Plantaginaceae) порядка Ясноткоцветные (Lamiales).
|  |                                      |  |                                                             |                                                             |                          |  | ещё 21 семейство (согласно Системе APG II) | ещё 21 семейство (согласно Системе APG II) |                         |  |  |  | ещё от 300 до 500 видов |
|  |                                      |  |                                                             |                                                             |                          |  | ещё 21 семейство (согласно Системе APG II) | ещё 21 семейство (согласно Системе APG II) |                         |  |  |  | ещё от 300 до 500 видов |
|  |                                      |  |                                                             | порядок Ясноткоцветные                                      |                          |  |                                            |                                            | род Вероника            |  |  |  |                         |
|  |                                      |  |                                                             | порядок Ясноткоцветные                                      |                          |  |                                            |                                            | род Вероника            |  |  |  |                         |
|  | отдел Цветковые, или Покрытосеменные |  |                                                             |                                                             | семейство Подорожниковые |  |                                            |                                            | вид Вероника нитевидная |  |  |  |                         |
|  | отдел Цветковые, или Покрытосеменные |  |                                                             |                                                             | семейство Подорожниковые |  |                                            |                                            |                         |  |  |  |                         |
|  |                                      |  | ещё 44 порядка цветковых растений (согласно Системе APG II) | ещё 44 порядка цветковых растений (согласно Системе APG II) |                          |  |                                            | ещё 90 родов                               | ещё 90 родов            |  |  |  |                         |
|  |                                      |  |                                                             | ещё 44 порядка цветковых растений (согласно Системе APG II) |                          |  |                                            |                                            | ещё 90 родов            |  |  |  |                         |